# خروشچوکا شلاختسکا
خروشچوکا شلاختسکا (به لهستانی:  Chruszczewka Szlachecka) یک روستا در لهستان است که در گمینا کوسوف لاتسکی واقع شده‌است.